# Plectrocerum cribratum
Plectrocerum cribratum是鞘翅目天牛科的一個物種，於1856年由Sallé描述。